# Quasi cash
Quasi cash je označení pro platby za sortiment směnitelný za hotovost – tedy nákup valut, cestovních šeků, sázky do loterií, her a kasin, převody do sázkových kanceláří, dobíjení prepaid karet (Revolut), platby u finančních institucí (pošta, Twisto, Curve), posílání peněz z jedné platební karty na jinou (Visa Direct a MasterCard MoneySend) atd. Některé banky mohou mít v podmínkách, že na quasi cash transakce se u kreditních karet nevztahuje bezúročné období, tedy jsou okamžitě úročeny, případně může být taková transakce zamítnuta. Quasi cash transakce jsou také často vyloučeny z různých bonusových systémů (odměny za platby kartou).
Vždy záleží na rozhodnutí dané banky, omezení se může vztahovat jen některé ze zmiňovaných transakcí.